# Hyosung
La KR Motors è una casa motociclistica Sud Coreana, nata nel 1978 e conosciuta sul mercato con il marchio Hyosung. In effetti l'azienda è nata come divisione aziendale del gruppo Hyosung, poi scorporata nel 2003 con il nome di Hyosung Motors & Machinery Inc e giunta nel 2007 alla denominazione attuale.

## Storia
Inizialmente operativa come costruttore di motociclette su licenza della Suzuki per il mercato interno, dal 1987 ha cominciato a produrre due ruote a proprio nome. Nel 1988 è stato uno dei fornitori ufficiali delle Olimpiadi di Seul.

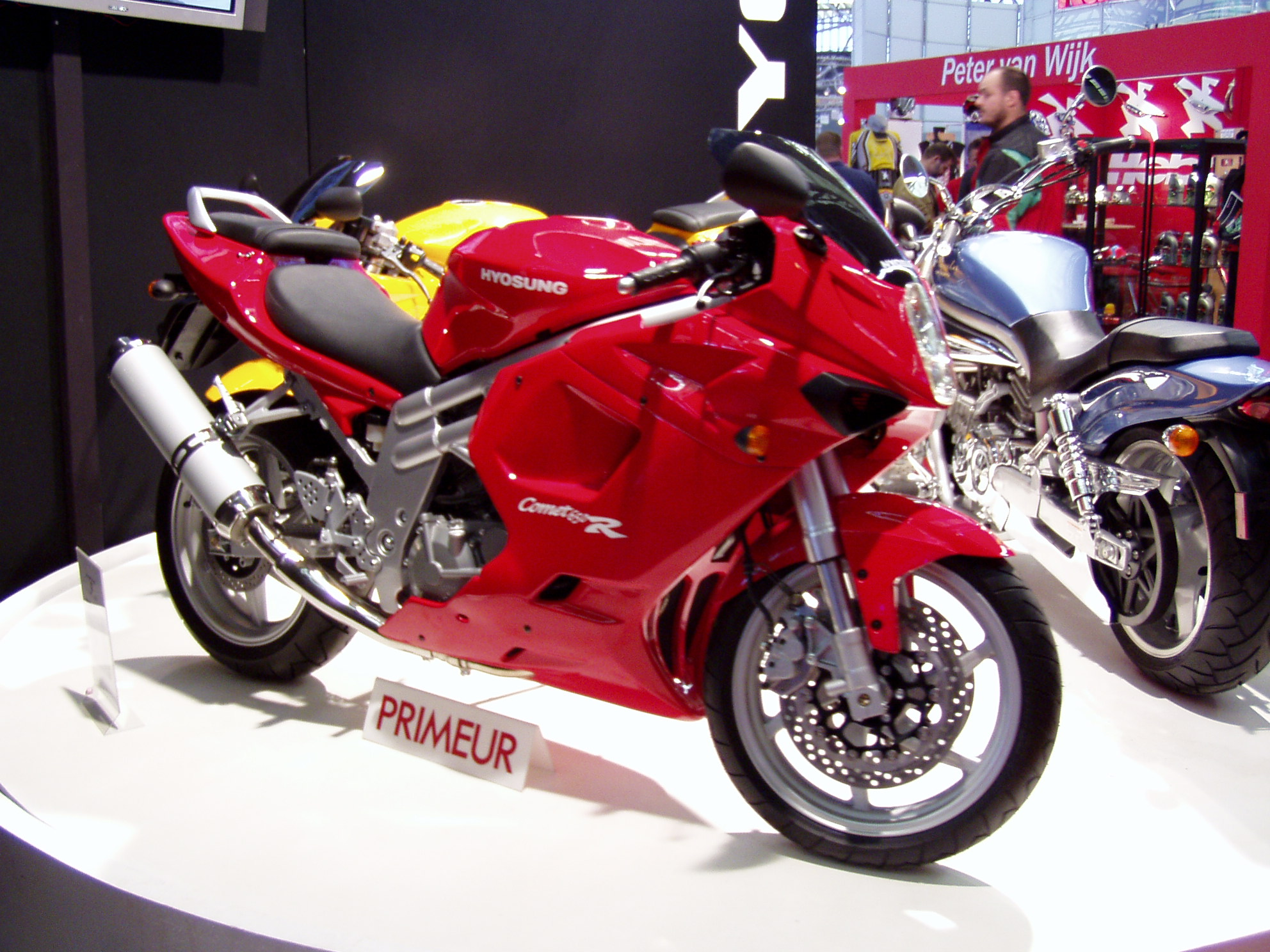
la Comet 650

Solo dal 2001 la Hyosung ha deciso di estendere gradualmente i suoi punti vendita in tutto il mondo, e dal 2005 è presente stabilmente anche in Europa con una rete di importatori (in Italia è presente dal 2004).
Nel giugno 2007, la divisione Hyosung Motors è stata acquisita dalla società coreana S&T Group e il nome venne cambiato in S&T Motors mantenendo il marchio Hyosung per l’esportazione.
Nel 2014 S&T Motors è stata acquisita da Kolao Holdings (nota attualmente come LVMC Holdings) e il nome aziendale è stato cambiato in KR Motors, mantenendo sempre il marchio Hyosung sui mercati di esportazione.
Nell'agosto 2016 viene fondata la joint venture 50-50 sino-coreana "Jinan Qingqi KR Motors Co., Ltd." con la Jinan Qingqi per la produzione in Cina in complete knock down e l'esportazione di motociclette a marchio Hyosung.
Il 2 dicembre 2016 lo stabilimento produttivo di Changwon viene chiuso e la produzione viene gradualmente trasferita presso il sito cinese di Jinan della joint venture con il costruttore Qingqi. Resta attivo il centro di sviluppo sud coreano.

## I modelli
L'attuale linea di produzione comprende principalmente tre tipologie di moto (naked, sportive e custom), tutte equipaggiate con propulsori di derivazione Suzuki.
Il modello di punta è la Aquila GV 650 che si confronta, nel settore delle custom, con le più conosciute Harley-Davidson puntando molto sul prezzo d'acquisto più ridotto. Di questo modello, in occasione del trentesimo anno dalla data di fondazione della Hyosung (2008) è stata prodotta una versione speciale nera opaca con telaio e cerchi rossi.
Nello stesso anno le Comet GT e GT-R (disponibili nelle cilindrate 125, 250 e 650cm³) vengono radicalmente rinnovate: la differenza più evidente è il passaggio all'iniezione elettronica, cosa che consente di ottenere l'omologazione Euro 3.
Nel 2014 è stata realizzata la naked GD250N.